# The Cosmonaut
The Cosmonaut (Originaltitel: El cosmonauta) ist ein spanischer Science-Fiction-Film des Regisseurs Nicolás Alcalá. Der Film basiert auf dem Poesie-Buch Poetics for Cosmonauts von Henry Pierrot und ist der erste Spielfilm des Riot Cinema Collective. Er wurde via Crowdfunding finanziert und unter einer Creative-Commons-Lizenz veröffentlicht. Die Premiere fand am 9. Mai 2013 auf dem Las Palmas Film Festival statt. der Film wurde am 15. Mai 2013 in Deutschland veröffentlicht.

## Handlung
The Cosmonaut spielt um das Jahr 1967 und handelt von Stas, Andrei und Yulia. Stas und Andrei sind in die als „Star City“ bekannte Siedlung Swjosdny Gorodok in der Nähe von Moskau gekommen, um dort zu Kosmonauten ausgebildet zu werden. Die UdSSR befindet sich mitten im Wettlauf mit den USA, den ersten Menschen auf den Mond zu bringen. Ebenfalls vor Ort ist die Funkerin Yulia, auf die beide ein Auge geworfen haben. Nach einem Unfall scheidet Andrei aus der Kosmonauten-Ausbildung aus und wird Raketentechniker, während Stas die Ausbildung beendet und als erster Russe auf dem Mond landet. Beim Rückflug spaltet sich die Handlungswelt auf: Aus Sicht von Andrei und Yulia landet die leere Landeskapsel nach sieben Monaten auf der Erde, aus Sicht von Stas landet er hingegen auf einer verlassenen Erde. Die in der Kapsel von ihm zurückgelassenen Tonbänder führen dazu, dass sich in der Beziehung von Andrei und Yulia immer mehr Spannungen bilden.

## Einflüsse
Sowohl das Konzept als auch die filmerischen Ansätze hinter The Cosmonaut weisen zahlreiche Einflüsse bekannter Regisseure auf. Das Projekt-Dossier nennt neben anderen explizit Wong Kar-Wai, Andrei Tarkowski, José Luis Guerín, und Robert Bresson. Zahlreiche Referenzen finden sich insbesondere zu den Arbeiten von Tarkowski, sowohl in Bezug auf die Hauptthemen des Filmes (Erinnerungen, verlorene Liebe und Realität), als auch in Bezug auf die Handlung (die beiden Hauptcharaktere des Films, Andrei und Stas, haben den gleichen Namen wie Tarkowski und dessen Vater). Unter den Personen, die am Film mitgearbeitet haben, befand sich auch Eduard Artemjew, der mit Tarkowski zusammengearbeitet hat, und Marina Tarkovskaya, Tarkowskis Schwester.

## Produktion
The Cosmonaut war ursprünglich als Kurzfilm geplant. Die Vorproduktion dafür begann im Oktober 2008. Im Januar 2009 wurde jedoch entschieden, stattdessen einen Film in Spielfilmlänge zu produzieren. Die Finanzierung sollte durch Crowdfunding realisiert und der fertige Film unter einer Creative-Commons-Share-Alike-Lizenz veröffentlicht werden.
Es gab zwei Möglichkeiten, sich an der Produktion zu beteiligen. 1. Als regulärer Produzent: Für einen Beitrag von 2 Euro wurde der Spender als Produzent im Abspann genannt. 2. Als Investor: Für einen Betrag von 100 Euro wurde der Spender an den Einnahmen des Films beteiligt. Auf diese Weise wurden mehr als 400.000 Euro von mehr als 4.500 „Produzenten“ gespendet.
Zwischen Dezember 2009 und Juni 2010 wurde das Geschäftsmodell überarbeitet. Am 2. Juni 2010 wurde es auf einer Pressekonferenz vorgestellt. Während der Film zuvor durch Crowdfunding und Privatinvestoren finanziert werden sollte das neue Modell auch Sponsoring und einen Vorverkauf der Vertriebsrechte berücksichtigen. Das Projekt sollte insgesamt 860.000 Euro kosten, und es wurde davon ausgegangen, dass 6,5 % des Filmbudgets durch Crowdfunding und Merchandising, 21 % durch Privatinvestoren, 32 % durch Sponsoring und 40,5 % durch Vertriebsrechte refinanziert werden.
Später wurde entschieden, dass The Cosmonaut kein Spielfilm werden solle, sondern in Anlehnung an die erfolgreichen Franchises von The Matrix und Lost als Transmedia-Projekt umgesetzt werden sollte. So sollten Webisodes, mobile Inhalte oder sogar ein Alternate Reality Game (ARG) entstehen.

## Rezeption
Nach über einem Jahr Werbung hatte das Projekt besondere Aufmerksamkeit in den nationalen Medien in Spanien erhalten. Es gab Berichte über den Film in einigen öffentlich-rechtlichen Fernsehsendern, z. B. bei Televisión Española im Nachrichtenprogramm laSexta, bei Cuatro und bei La 2, sowie in verschiedenen Zeitungen, Magazinen und Radiosendern, darunter El País, El Mundo, ABC, Público, AND, La Gaceta, Fotogramas, Cadena Ser und los 40 Principales. Außerdem fand der Film Erwähnung in der spanischen Ausgabe der Cahiers du Cinema.
Weit größere Aufmerksamkeit erreichte der Film jedoch über das Internet. Eine große Zahl an webbasierten Medien, etwa die Onlineausgabe von El País, und einige der einflussreichsten Blogs in Spanien veröffentlichte Artikel zum Film, z. B. Microsiervos. Die Reaktionen beschränkten sich jedoch nicht auf Spanien, einige englischsprachige Blogs schrieben ebenfalls über den Film.
Ein Großteil der Medienaufmerksamkeit entstand nach einem zweitägigen Musikfestival. Das Festival mit dem Namen „CosmoNauts“ wurde im Blog des Films am 9. Juni 2009 angekündigt. Die Veranstaltung wurde als Massenevent geplant, um den Film zu bewerben. Zwischen dem 29. und 30. Juni spielten neun Bands aus der Indie-Szene Madrids vor insgesamt 400 Personen an zwei Tagen. Der Filmemacher Nacho Vigalondo führte durch die Veranstaltung. Durch die ungünstige Lage mitten in der Woche und die Unerfahrenheit der Organisatoren war das Event aus wirtschaftlicher Sicht ein Reinfall, jedoch hoben die Veranstalter später die besondere Bedeutung des Konzerts für den Erfolg des Films hervor.

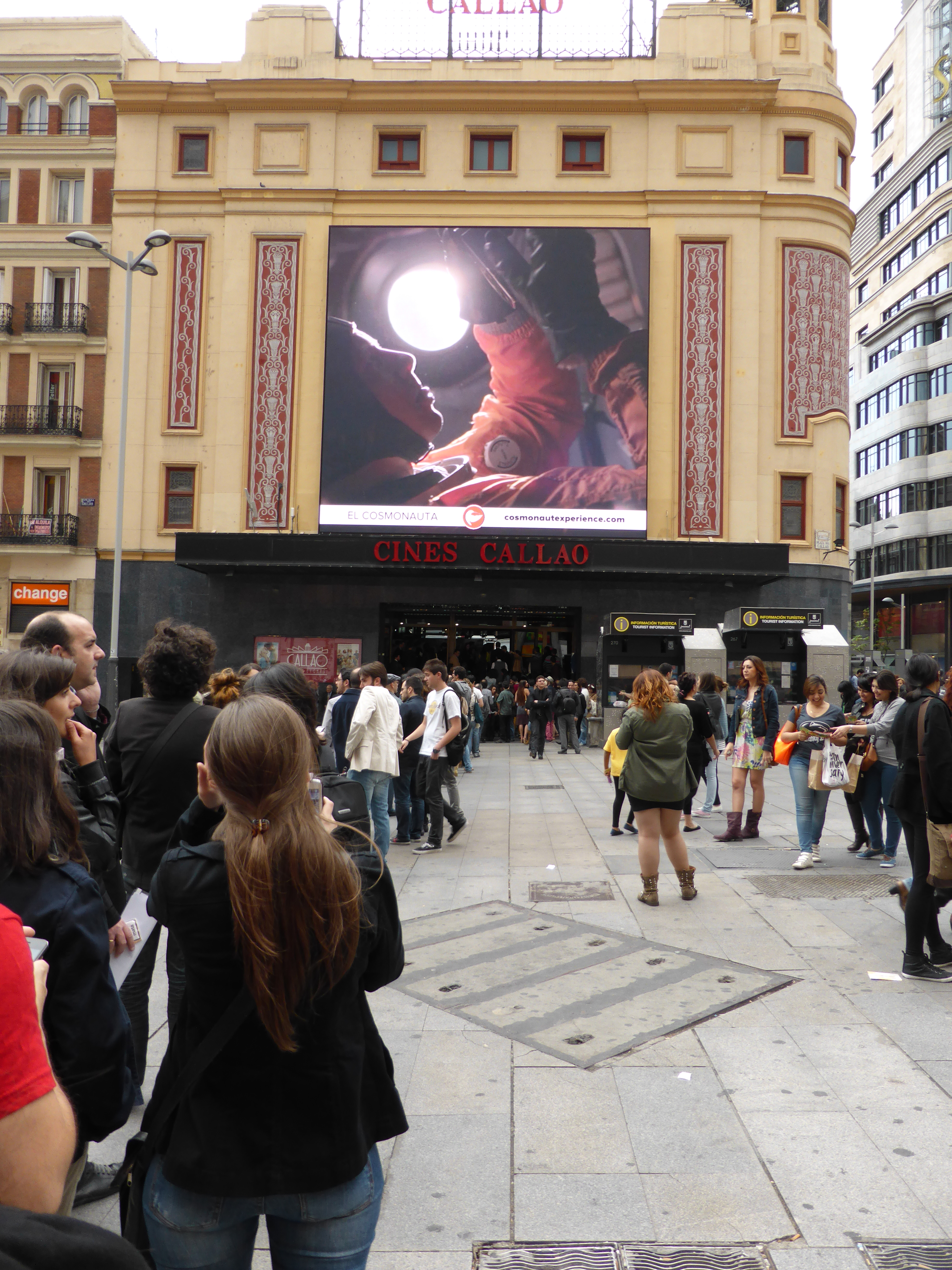
Premiere in Madrid,
Mai 2013

Des Weiteren organisierte die Filmcrew in Zusammenarbeit mit Improba Spain am 29. Januar 2010 einen Flashmob auf dem Puerta del Sol, um den Film bekannt zu machen. Bei der Aktion sollte eine Mondlandung in der Innenstadt von Madrid simuliert werden, was eine rege Beteiligung nach sich zog.